# Elatostema viridissimum
Elatostema viridissimum är en nässelväxtart som beskrevs av Rechinger. Elatostema viridissimum ingår i släktet Elatostema och familjen nässelväxter. Inga underarter finns listade i Catalogue of Life.